# 少枝玉山竹
少枝玉山竹（学名：Yushania pauciramificans）为禾本科玉山竹属下的一个种。

## 扩展阅读
- 維基物種上的相關：少枝玉山竹